# هولينغسوررث مورس
هولينغسوررث مورس (بالإنجليزية: Hollingsworth Morse)‏ هو مخرج أمريكي، ولد في 16 ديسمبر 1910 في لوس أنجلوس في الولايات المتحدة، وتوفي في 23 يناير 1988 في إستوديو سيتي ‏ في الولايات المتحدة.

## وصلات خارجية
- هولينغسوررث مورس على موقع IMDb (الإنجليزية)
- هولينغسوررث مورس على موقع ألو سيني (الفرنسية)
- هولينغسوررث مورس على موقع أول موفي (الإنجليزية)
- هولينغسوررث مورس على موقع قاعدة بيانات الأفلام السويدية (السويدية)
- هولينغسوررث مورس على موقع كينوبويسك (الروسية)